# Fußball-Club Bayern München 2020-2021 (femminile)
Questa voce raccoglie le informazioni riguardanti la sezione di calcio femminile del Fußball-Club Bayern München nelle competizioni ufficiali della stagione 2020-2021.

## Stagione
Il Bayern Monaco apre la stagione con la riconferma del tecnico Jens Scheuer e un buon numero di movimenti nella sessione estiva di calciomercato. Tra le varie novità in rosa si registra l'assenza di due giocatrici che hanno per anni indossato la maglia della squadra, l'attaccante Nicole Rolser e il difensore Verena Schweers, entrambe per la decisione di ritirarsi dal calcio giocato, con la società che si è mossa per integrare la rosa dalle giocatrici trasferite in tutti i reparti.

## Maglie e sponsor
Le tenute di gioco sono le stesse utilizzate dal Bayern Monaco maschile.
|  | Casa | Trasferta | Trasferta |

## Rosa
Rosa, ruoli e numeri di maglia tratti dal sito ufficiale, aggiornati al 21 agosto 2020.
| N. |                        | Ruolo | Calciatrice          |
| -- | ---------------------- | ----- | -------------------- |
| 1  | Germania (bandiera)    | P     | Laura Benkarth       |
| 2  | Germania (bandiera)    | D     | Laura Donhauser      |
| 3  | Danimarca (bandiera)   | D     | Simone Boye Sørensen |
| 4  | Germania (bandiera)    | D     | Kristin Demann       |
| 5  | Svezia (bandiera)      | D     | Hanna Glas           |
| 6  | Paesi Bassi (bandiera) | C     | Lineth Beerensteyn   |
| 7  | Germania (bandiera)    | C     | Giulia Gwinn         |
| 8  | Germania (bandiera)    | D     | Marina Hegering      |
| 9  | Serbia (bandiera)      | A     | Jovana Damnjanović   |
| 10 | Germania (bandiera)    | C     | Linda Dallmann       |
| 11 | Germania (bandiera)    | A     | Lea Schüller         |
| 12 | Germania (bandiera)    | C     | Sydney Lohmann       |
| 13 | Svizzera (bandiera)    | C     | Cinzia Zehnder       |
| 14 | Svezia (bandiera)      | D     | Amanda Ilestedt      |

| N. |                     | Ruolo | Calciatrice                  |
| -- | ------------------- | ----- | ---------------------------- |
| 15 | Croazia (bandiera)  | C     | Ivana Rudelić                |
| 16 | Germania (bandiera) | C     | Lina Magull                  |
| 17 | Germania (bandiera) | A     | Klara Bühl                   |
| 18 | Francia (bandiera)  | A     | Viviane Asseyi               |
| 19 | Austria (bandiera)  | D     | Carina Wenninger             |
| 21 | Germania (bandiera) | D     | Simone Laudehr               |
| 22 | Germania (bandiera) | P     | Maria Luisa Grohs            |
| 23 | Islanda (bandiera)  | C     | Karólína Lea Vilhjálmsdóttir |
| 24 | Germania (bandiera) | D     | Julia Pollak                 |
| 25 | Austria (bandiera)  | C     | Sarah Zadrazil               |
| 27 | Germania (bandiera) | A     | Gia Corley                   |
| 30 | Germania (bandiera) | D     | Carolin Simon                |
| 33 | Germania (bandiera) | P     | Carina Schlüter              |

## Calciomercato

### Sessione estiva
| Acquisti | Acquisti          | Acquisti            | Acquisti   |
| R.       | Nome              | da                  | Modalità   |
| -------- | ----------------- | ------------------- | ---------- |
| P        | Maria Luisa Grohs | Bayern Monaco II    | [ 3 ]      |
| D        | Hanna Glas        | Paris Saint-Germain | [ 4 ]      |
| D        | Marina Hegering   | SGS Essen           | [ 5 ]      |
| D        | Julia Pollak      | Bayern Monaco II    | [ 3 ]      |
| C        | Sarah Zadrazil    | Turbine Potsdam     | [ 6 ]      |
| C        | Cinzia Zehnder    | Zurigo              | definitivo |
| A        | Viviane Asseyi    | Bordeaux            | [ 7 ]      |
| A        | Klara Bühl        | Friburgo            | [ 8 ]      |
| A        | Lea Schüller      | SGS Essen           | [ 9 ]      |

| Cessioni | Cessioni             | Cessioni    | Cessioni |
| R.       | Nome                 | a           | Modalità |
| -------- | -------------------- | ----------- | -------- |
| P        | Jacintha Weimar      | Sand        | [ 10 ]   |
| D        | Kathrin Hendrich     | Wolfsburg   | [ 11 ]   |
| D        | Verena Schweers      |             | ritirata |
| C        | Melanie Leupolz      | Chelsea     | [ 13 ]   |
| C        | Dominika Škorvánková | Montpellier | [ 14 ]   |
| A        | Emily Gielnik        | Vittsjö GIK | [ 10 ]   |
| A        | Mandy Islacker       | Colonia     | [ 15 ]   |
| A        | Nicole Rolser        |             | ritirata |

### Sessione invernale
| Acquisti | Acquisti                     | Acquisti         | Acquisti   |
| R.       | Nome                         | da               | Modalità   |
| -------- | ---------------------------- | ---------------- | ---------- |
| C        | Ivana Rudelić                | Bayer Leverkusen | definitivo |
| C        | Karólína Lea Vilhjálmsdóttir | Breiðablik       | definitivo |

| Cessioni | Cessioni | Cessioni | Cessioni |
| R.       | Nome     | a        | Modalità |
| -------- | -------- | -------- | -------- |

## Risultati

### Frauen-Bundesliga

#### Girone di andata
| Arbitro: | Joos (Leinfelden-Echterdingen) |

|                                                                        |           |  |
| Asseyi 2’ Lohmann 9’ Hegering 55’ Demann 74’ Zadrazil 82’ Schüller 87’ | Marcatori |  |

| Arbitro: | Derlin (Bad Schwartau) |

|  |           |                                                  |
|  | Marcatori | 38’ Asseyi 40’ Dallmann 53’ Ilestedt 63’ Lohmann |

| Arbitro: | Appelmann (Alzey) |

|              |           |  |
| Hegering 66’ | Marcatori |  |

| Arbitro: | Arlt (Münster) |

|  |           |                               |
|  | Marcatori | 36’ Glas 90+1’ (rig.) Lohmann |

| Arbitro: | Wacker (Marbach am Neckar) |

|                                      |           |  |
| Ilestedt 21’ Asseyi 27’ Schüller 39’ | Marcatori |  |

| Arbitro: | Kunkel (Amburgo) |

|  |           |                                                  |
|  | Marcatori | 3’ Ilestedt 31’ Lohmann 79’ Wenninger 86’ Asseyi |

| Arbitro: | Biehl (Siesbach) |

|                                    |           |  |
| Lohmann 12’, 58’ Beerensteyn 45+2’ | Marcatori |  |

| Arbitro: | Derlin (Bad Schwartau) |

|  |           |                                      |
|  | Marcatori | 4’ Hegering 32’ Bühl 40’ Beerensteyn |

| Arbitro: | Wacker (Marbach am Neckar) |

|                                                            |           |                     |
| Asseyi 26’ Hegering 43’ Beerensteyn 47’ Janssen 77’ (aut.) | Marcatori | 64’ (rig.) Goeßling |

| Arbitro: | Hussein (Bad Harzburg) |

|          |           |  |
| Bühl 30’ | Marcatori |  |

| Arbitro: | Michel (Gau-Odernheim) |

|  |           |             |
|  | Marcatori | 64’ Lohmann |

#### Girone di ritorno
| Arbitro: | Duske (Leverkusen) |

|  |           | |
|  | Marcatori | 6’ Bühl 29’ (aut.) Brandenburg 41’, 86’ Lohmann 53’ Hegering 58’ Schüller 65’ Dallmann 85’ Laudehr |

| Arbitro: | Rafalski (Baunatal) |

|                                                                  |           |  |
| Schüller 9’, 45’, 62’ Magull 16’ Bühl 50’ Simon 60’ Hegering 71’ | Marcatori |  |

| Arbitro: | Wecker (Marbach am Neckar) |

|               |           |                                                                        |
| Vojteková 83’ | Marcatori | 6’ Bühl 39’ (aut.) Stegemann 53’ (aut.) Herzog 65’ Dallmann 88’ Asseyi |

| Arbitro: | Schwermer (Rieder) |

|                                     |           |  |
| Magull 11’ (rig.) Schüller 16’, 74’ | Marcatori |  |

| Arbitro: | Joos (Leinfelden-Echterdingen) |

|  |           |                                                                                        |
|  | Marcatori | 18’ (rig.) Magull 29’ Dallmann 56’ (rig.) Asseyi 61’ Schüller 86’ Ilestedt 87’ Laudehr |

| Arbitro: | Wacker (Marbach am Neckar) |

|                               |           |                                       |
| Bühler 1’ (aut.) Schüller 13’ | Marcatori | 63’ Waßmuth 68’ Naschenweng 73’ Billa |

| Arbitro: | Hussein (Bad Harzburg) |

|                        |           |                                        |
| Orschmann 7’ Cerci 58’ | Marcatori | 9’ Schüller 19’ (rig.) Magull 56’ Glas |

| Arbitro: | Wildfeuer (Lubecca) |

|                                                                       |           |               |
| Schüller 5’, 47’ Bühl 12’, 25’, 51’ Berentzen 39’ (aut.) Magull 45+1’ | Marcatori | 31’ Berentzen |

| Arbitro: | Wildfeuer (Lubecca) |

|           |           |             |
| Pajor 81’ | Marcatori | 34’ Lohmann |

| Arbitro: | Heimann (Gladbeck) |

|  |           |                                           |
|  | Marcatori | 36’, 87’ Schüller 57’ Hegering 74’ Asseyi |

| Arbitro: | Rafalski (Baunatal) |

|                                                   |           |  |
| Dallmann 17’, 25’ Störzel 65’ (aut.) Schüller 90’ | Marcatori |  |

### DFB-Pokal
| Arbitro: | Rafalski (Baunatal) |

|  |           |                        |
|  | Marcatori | 36’ Asseyi 74’ Laudehr |

| Arbitro: | Heidenreich (Sereetz) |

|  |           | |
|  | Marcatori | 18’, 20’, 29’, 64’, 77’ Schüller 24’ Magull 35’ Lohmann 41’ Hegering 44’, 45’ Corley 50’ Bühl 87’ Dallmann 88’ Pollak |

| Arbitro: | Westerhoff (Bochum) |

|             |           |                   |
| Waßmuth 60’ | Marcatori | 29’, 48’ Schüller |

| Arbitro: | Kunkel (Amburgo) |

|                      |           |  |
| Popp 13’ Pajor 45+2’ | Marcatori |  |

### UEFA Women's Champions League
| Arbitro: | Larsson |

|                  |           |                                               |
| van de Velde 79’ | Marcatori | 57’ (aut.) de Sanders 69’ Lohmann 86’ Laudehr |

| Arbitro: | Pustovojtova |

|                                                |           |  |
| Beerensteyn 1’ Schüller 47’ Lohmann 69’ (rig.) | Marcatori |  |

| Arbitro: | Monzul' |

|                |           |                                                                                    |
| Kundananji 81’ | Marcatori | 10’ Beerensteyn 27’ Schüller 47’, 90’ (rig.) Dallmann 62’ Glas 68’ Vilhjálmsdóttir |

| Arbitro: | Demetrescu |

|                                                       |           |  |
| Magull 2’ (rig.) Boye Sørensen 35’ Lohmann 60’ (rig.) | Marcatori |  |

| Arbitro: | Lehtovaara |

|                                      |           |  |
| Dallmann 9’ Bühl 28’ Beerensteyn 65’ | Marcatori |  |

| Arbitro: | Zadinová |

|  |           |              |
|  | Marcatori | 22’ Schüller |

| Arbitro: | Persson |

|                      |           |             |
| Lohmann 12’ Glas 56’ | Marcatori | 23’ Leupolz |

| Arbitro: | Staubli |

|                                    |           |              |
| Kirby 11’, 90+5’ Ji 29’ Harder 84’ | Marcatori | 43’ Zadrazil |

## Statistiche

### Statistiche di squadra
| Competizione         | Punti | In casa | In casa | In casa | In casa | In casa | In casa | In trasferta | In trasferta | In trasferta | In trasferta | In trasferta | In trasferta | Totale | Totale | Totale | Totale | Totale | Totale | DR   |
| Competizione         | Punti | G       | V       | N       | P       | Gf      | Gs      | G            | V            | N            | P            | Gf           | Gs           | G      | V      | N      | P      | Gf     | Gs     | DR   |
| -------------------- | ----- | ------- | ------- | ------- | ------- | ------- | ------- | ------------ | ------------ | ------------ | ------------ | ------------ | ------------ | ------ | ------ | ------ | ------ | ------ | ------ | ---- |
| Frauen Bundesliga    | 61    | 11      | 10      | 0       | 1       | 41      | 5       | 11           | 10           | 1            | 0            | 41           | 4            | 22     | 20     | 1      | 1      | 82     | 9      | +73  |
| DFB-Pokal der Frauen | -     | 0       | 0       | 0       | 0       | 0       | 0       | 4            | 3            | 0            | 1            | 17           | 3            | 4      | 3      | 0      | 1      | 17     | 3      | +14  |
| Champions League     | -     | 4       | 4       | 0       | 0       | 11      | 1       | 4            | 3            | 0            | 1            | 11           | 6            | 8      | 7      | 0      | 1      | 22     | 7      | +15  |
| Totale               | 61    | 15      | 14      | 0       | 1       | 52      | 6       | 19           | 16           | 1            | 2            | 69           | 13           | 34     | 30     | 1      | 3      | 121    | 19     | +102 |

### Andamento in campionato
| Giornata  | 1 | 2 | 3 | 4 | 5 | 6 | 7 | 8 | 9 | 10 | 11 | 12 | 13 | 14 | 15 | 16 | 17 | 18 | 19 | 20 | 21 | 22 |
| --------- | - | - | - | - | - | - | - | - | - | -- | -- | -- | -- | -- | -- | -- | -- | -- | -- | -- | -- | -- |
| Luogo     | C | T | C | T | C | T | C | T | C | C  | T  | T  | C  | T  | C  | T  | C  | T  | C  | T  | T  | C  |
| Risultato | V | V | V | V | V | V | V | V | V | V  | V  | V  | V  | V  | V  | V  | P  | V  | V  | N  | V  | V  |
| Posizione | 1 | 1 | 1 | 1 | 1 | 1 | 1 | 1 | 1 | 1  | 1  | 1  | 1  | 1  | 1  | 1  | 1  | 1  | 1  | 1  | 1  | 1  |

Legenda:

Luogo: C = Casa; T = Trasferta. Risultato: V = Vittoria; N = Pareggio; P = Sconfitta.

### Statistiche delle giocatrici
| Giocatore             | Frauen-Bundesliga | Frauen-Bundesliga | Frauen-Bundesliga | Frauen-Bundesliga | DFB-Pokal der Frauen | DFB-Pokal der Frauen | DFB-Pokal der Frauen | DFB-Pokal der Frauen | Champions League | Champions League | Champions League | Champions League | Totale   | Totale | Totale      | Totale     |
| Giocatore             | Presenze          | Reti              | Ammonizioni       | Espulsioni        | Presenze             | Reti                 | Ammonizioni          | Espulsioni           | Presenze         | Reti             | Ammonizioni      | Espulsioni       | Presenze | Reti   | Ammonizioni | Espulsioni |
| --------------------- | ----------------- | ----------------- | ----------------- | ----------------- | -------------------- | -------------------- | -------------------- | -------------------- | ---------------- | ---------------- | ---------------- | ---------------- | -------- | ------ | ----------- | ---------- |
| V. Asseyi             | 16                | 8                 | 2                 | 0                 | 3                    | 1                    | 0                    | 0                    | 4                | 0                | 0                | 0                | 23       | 9      | 2           | 0          |
| L. Beerensteyn        | 19                | 3                 | 1                 | 0                 | 2                    | 0                    | 0                    | 0                    | 8                | 3                | 2                | 0                | 29       | 6      | 3           | 0          |
| L. Benkarth           | 20                | -4                | 0                 | 0                 | 3                    | -3                   | 0                    | 0                    | 8                | -7               | 0                | 0                | 31       | -14    | 0           | 0          |
| S. Boye Sørensen      | 14                | 0                 | 1                 | 0                 | 4                    | 0                    | 1                    | 1                    | 4                | 1                | 0                | 0                | 22       | 1      | 2           | 1          |
| K. Bühl               | 19                | 8                 | 0                 | 0                 | 4                    | 1                    | 0                    | 0                    | 6                | 1                | 0                | 0                | 29       | 10     | 0           | 0          |
| G. Corley             | 9                 | 0                 | 0                 | 0                 | 1                    | 2                    | 0                    | 0                    | 4                | 0                | 0                | 0                | 14       | 2      | 0           | 0          |
| L. Dallmann           | 22                | 6                 | 1                 | 0                 | 4                    | 1                    | 0                    | 0                    | 8                | 3                | 1                | 0                | 34       | 10     | 2           | 0          |
| J. Damnjanović        | -                 | -                 | -                 | -                 | -                    | -                    | -                    | -                    | -                | -                | -                | -                | -        | -      | -           | -          |
| K. Demann             | 3                 | 1                 | 0                 | 0                 | 1                    | 0                    | 0                    | 0                    | -                | -                | -                | -                | 4        | 1      | 0           | 0          |
| L. Donhauser          | -                 | -                 | -                 | -                 | -                    | -                    | -                    | -                    | 2                | 0                | 0                | 0                | 2        | 0      | 0           | 0          |
| H. Glas               | 21                | 2                 | 2                 | 0                 | 3                    | 0                    | 0                    | 0                    | 8                | 2                | 0                | 0                | 32       | 4      | 2           | 0          |
| M. L. Grohs           | 2                 | -5                | 0                 | 0                 | 1                    | 0                    | 0                    | 0                    | -                | -                | -                | -                | 3        | -5     | 0           | 0          |
| G. Gwinn              | 2                 | 0                 | 0                 | 0                 | -                    | -                    | -                    | -                    | -                | -                | -                | -                | 2        | 0      | 0           | 0          |
| M. Hegering           | 19                | 7                 | 1                 | 0                 | 3                    | 1                    | 0                    | 0                    | 5                | 0                | 0                | 0                | 27       | 8      | 1           | 0          |
| A. Ilestedt           | 18                | 4                 | 0                 | 0                 | 3                    | 0                    | 2                    | 0                    | 8                | 0                | 0                | 0                | 29       | 4      | 2           | 0          |
| S. Laudehr            | 20                | 2                 | 4                 | 0                 | 3                    | 1                    | 0                    | 0                    | 6                | 1                | 0                | 0                | 29       | 4      | 4           | 0          |
| S. Lohmann            | 20                | 10                | 1                 | 0                 | 1                    | 1                    | 0                    | 0                    | 6                | 4                | 0                | 0                | 27       | 15     | 1           | 0          |
| L. Magull             | 20                | 5                 | 3                 | 0                 | 4                    | 1                    | 0                    | 0                    | 7                | 1                | 1                | 0                | 31       | 7      | 4           | 0          |
| J. Pollak             | 6                 | 0                 | 0                 | 0                 | 2                    | 1                    | 0                    | 0                    | 4                | 0                | 1                | 0                | 12       | 1      | 1           | 0          |
| I. Rudelić            | 5                 | 0                 | 0                 | 0                 | 2                    | 0                    | 0                    | 0                    | 3                | 0                | 0                | 0                | 10       | 0      | 0           | 0          |
| C. Simon              | 17                | 1                 | 2                 | 0                 | 3                    | 0                    | 0                    | 0                    | 7                | 0                | 1                | 0                | 27       | 1      | 3           | 0          |
| C. Schlüter           | -                 | -                 | -                 | -                 | -                    | -                    | -                    | -                    | -                | -                | -                | -                | -        | -      | -           | -          |
| L. Schüller           | 20                | 16                | 0                 | 0                 | 4                    | 7                    | 0                    | 0                    | 7                | 3                | 0                | 0                | 31       | 26     | 0           | 0          |
| K. L. Vilhjálmsdóttir | 6                 | 0                 | 0                 | 0                 | 0                    | 0                    | 0                    | 0                    | 3                | 1                | 0                | 0                | 9        | 1      | 0           | 0          |
| C. Wenninger          | 19                | 1                 | 0                 | 0                 | 3                    | 0                    | 0                    | 0                    | 8                | 0                | 0                | 0                | 30       | 1      | 0           | 0          |
| S. Zadrazil           | 22                | 1                 | 0                 | 0                 | 4                    | 0                    | 0                    | 0                    | 8                | 1                | 1                | 0                | 34       | 2      | 1           | 0          |
| C. Zehnder            | -                 | -                 | -                 | -                 | 1                    | 0                    | 0                    | 0                    | 1                | 0                | 0                | 0                | 2        | 0      | 0           | 0          |